# Железопътна спирка Бъзовец
 Тази статия е за железопътната спирка.  За българските села вижте Бъзовец.  
Бъзовец е железопътна спирка в Община Трявна, област Габрово на 820 м надморска височина.
Намира се на 20 км от гр. Трявна и на 13 км от гр. Плачковци, на железопътната линия Русе – Подкова. Край спирката е пресечната точка на клупа на железопътната линия, известен като Шесторката.
В близост до спирката се намира параклис „Свети София, Вяра, Надежда и Любов“. Храмов празник на параклиса се провежда в последната събота преди 17 септември.
Спирката е разположена на територията на Природен парк „Българка“ в Стара планина. Покрай нея минават екопътека и туристически маршрути.